# Verzorgingsplaats Molenheide
Verzorgingsplaats Molenheide is een Nederlandse verzorgingsplaats, gelegen aan de noordzijde van de A58 in de richting Eindhoven-Vlissingen tussen afritten 12 en 13 in de gemeente Gilze en Rijen.
Op de verzorgingsplaats zijn een Burger King, La Place en Subway  gelokaliseerd. Automobilisten die hun auto parkeren op verzorgingsplaats Raakeind kunnen door middel van een tunnel bij verzorgingsplaats Molenheide komen.
Richting Vlissingen: Kriekampen · Brehees · Blaak · Molenheide · Lage Aard · Bremberg · Hoezaar · Spuitendonk · Wouwse Tol Noord · 't Scheld · Vliete · Selnisse
Richting Eindhoven: Arnemuiden · Vliedberg · Voetpomp · Het Rak · Wouwse Tol Zuid · Mastpolder · Liesbos · Hooge Aard · Raakeind · Leikant · Kerkeind · Kloosters